# Francuscy posłowie do Parlamentu Europejskiego 1989–1994
Francuscy posłowie III kadencji do Parlamentu Europejskiego zostali wybrani w wyborach przeprowadzonych 15 czerwca 1989.

## Lista posłów
Wybrani z ramienia Zgromadzenia na rzecz Republiki, Unii na rzecz Demokracji Francuskiej oraz Narodowego Centrum Niezależnych i Chłopów
- Georges de Brémond d’Ars (UDF), poseł do PE od 18 kwietnia 1993
- Janine Cayet (UDF), poseł do PE od 18 czerwca 1993
- Henry Chabert (RPR)
- Raymond Chesa (RPR), poseł do PE od 16 kwietnia 1993
- André Fourçans (UDF), poseł do PE od 31 marca 1993
- Yves Galland (UDF)
- Charles de Gaulle (UDF), poseł do PE od 17 kwietnia 1993
- Guy Guermeur (RPR), poseł do PE od 31 marca 1993
- François Guillaume (RPR)
- Jean-Paul Heider (RPR), poseł do PE od 10 czerwca 1993
- Robert Hersant (UDF)
- Jeannou Lacaze (CNI)
- Pierre Lataillade (RPR)
- Louis Lauga (RPR), poseł do PE od 4 listopada 1989
- Christian de La Malène (RPR)
- Simone Martin (UDF)
- François Musso (RPR), poseł do PE od 16 października 1989
- Jean-Thomas Nordmann (UDF)
- Jean-Claude Pasty (RPR)
- Michel Pinton (UDF), poseł do PE od 16 kwietnia 1993
- Alain Pompidou (RPR)
- Jean-Pierre Raffarin (UDF)
- Marc Reymann (UDF)
- André Soulier (UDF), poseł do PE od 17 sierpnia 1992
- Dick Ukeiwé (RPR)
- Yves Verwaerde (UDF)

Wybrani z listy Partii Socjalistycznej
- Jean-Marie Alexandre
- Jean-Paul Benoit
- Alain Bombard
- Martine Buron
- Gérard Caudron
- Claude Cheysson
- Jean-Pierre Cot
- Marie-José Denys
- Bernard Frimat, poseł do PE od 3 kwietnia 1992
- Gérard Fuchs
- Max Gallo
- Michel Hervé, poseł do PE od 26 listopada 1989
- Jean-François Hory (MRG)
- Nora Zaïdi
- Nicole Péry
- Frédéric Rosmini
- Henri Saby
- André Sainjon (MRG)
- Léon Schwartzenberg
- Bernard Thareau
- Catherine Trautmann
- Marie-Claude Vayssade

Wybrani z listy Frontu Narodowego
- Bernard Antony
- Yvan Blot
- Pierre Ceyrac
- Bruno Gollnisch
- Jean-Marie Le Chevallier
- Martine Lehideux
- Jean-Marie Le Pen
- Jean-Claude Martinez, poseł do PE od 5 września 1989
- Bruno Mégret
- Jacques Tauran

Wybrani z listy Zielonych
- Aline Archimbaud, poseł do PE od 6 lipca 1992
- Bruno Boissière, poseł do PE od 11 grudnia 1991
- Marguerite-Marie Dinguirard, poseł do PE od 11 grudnia 1991
- Yves Frémion, poseł do PE od 20 grudnia 1991
- Marie-Anne Isler-Béguin, poseł do PE od 11 grudnia 1991
- Gérard Onesta, poseł do PE od 5 grudnia 1991
- Jean-Pierre Raffin, poseł do PE od 11 grudnia 1991
- Max Simeoni
- Djida Tazdaït

Wybrani z listy UDF-Centrum Demokratów Społecznych
- Pierre Bernard-Reymond
- Jean-Louis Bourlanges
- Michel Debatisse, poseł do PE od 6 kwietnia 1992
- Robert Delorozoy, poseł do PE od 31 marca 1993
- Nicole Fontaine
- François Froment-Meurice, poseł do PE od 5 września 1992
- Jean-Marie Vanlerenberghe, poseł do PE od 31 marca 1993

Wybrani z listy Francuskiej Partii Komunistycznej
- Sylviane Ainardi
- Philippe Herzog
- Sylvie Mayer
- René Piquet
- Jean Querbes, poseł do PE od 12 lutego 1994
- Mireille Domenech-Diana
- Francis Wurtz

### Byli posłowie III kadencji do PE
Wybrani z listy RPR-UDF-CNI
- Michèle Alliot-Marie (RPR), do 30 marca 1993
- Charles Baur (UDF), do 15 kwietnia 1993
- Michèle Barzach (RPR), do 3 listopada 1989
- Yvon Briant (CNI), do 13 sierpnia 1992, zgon
- Valéry Giscard d’Estaing (UDF), do 9 czerwca 1993
- Alain Juppé (RPR), do 15 października 1989
- Alain Lamassoure (UDF), do 30 marca 1993
- Alain Madelin (UDF), do 3 listopada 1989
- Claude Malhuret (UDF), do 16 kwietnia 1993
- Alain Marleix (RPR), do 17 czerwca 1993
- Aymeri de Montesquiou (UDF), od 4 listopada 1989 do 16 kwietnia 1993
- Jacques Vernier (RPR), do 17 kwietnia 1993

Wybrani z listy Partii Socjalistycznej
- Claude Allègre, do 25 listopada 1989
- Laurent Fabius, do 2 kwietnia 1992

Wybrany z listy Frontu Narodowego
- Claude Autant-Lara, do 4 września 1989

Wybrani z listy Zielonych
- Didier Anger, do 10 grudnia 1991
- Marie-Christine Aulas, do 10 grudnia 1991
- Yves Cochet, do 31 maja 1991
- Renée Conan, od 11 grudnia 1991 do 2 lipca 1992, zgon
- Solange Fernex, do 12 listopada 1991
- Claire Joanny, do 10 grudnia 1991
- Gérard Monnier-Besombes, do 4 grudnia 1991
- Dominique Voynet, od 13 listopada 1991 do 10 grudnia 1991
- Antoine Waechter, do 19 grudnia 1991

Wybrani z listy UDF-Centrum Demokratów Społecznych
- Jean-Louis Borloo, do 4 września 1992
- Philippe Douste-Blazy, do 30 marca 1993
- Simone Veil, do 30 marca 1993
- Adrien Zeller, do 5 kwietnia 1992

Wybrany z listy Francuskiej Partii Komunistycznej
- Maxime Gremetz, do 11 lutego 1994